# Grep
grep — утилита командной строки, которая находит на вводе строки, отвечающие заданному регулярному выражению, и выводит их, если вывод не отменён специальным ключом. Название представляет собой акроним английской фразы «search globally for lines matching the regular expression, and print them» — «искать везде строки, соответствующие регулярному выражению, и выводить их».
Изначально была создана для операционной системы UNIX.
Существуют модификации grep: egrep (с обработкой расширенных регулярных выражений), fgrep (трактующая символы $*[]^|()\ буквально), rgrep (с включённым рекурсивным поиском). Как сказано в руководстве man (с точностью до перевода) «egrep — то же самое, что grep -E. fgrep — то же самое, что grep -F. rgrep — то же самое, что grep -r».